# Capitulare necondiționată

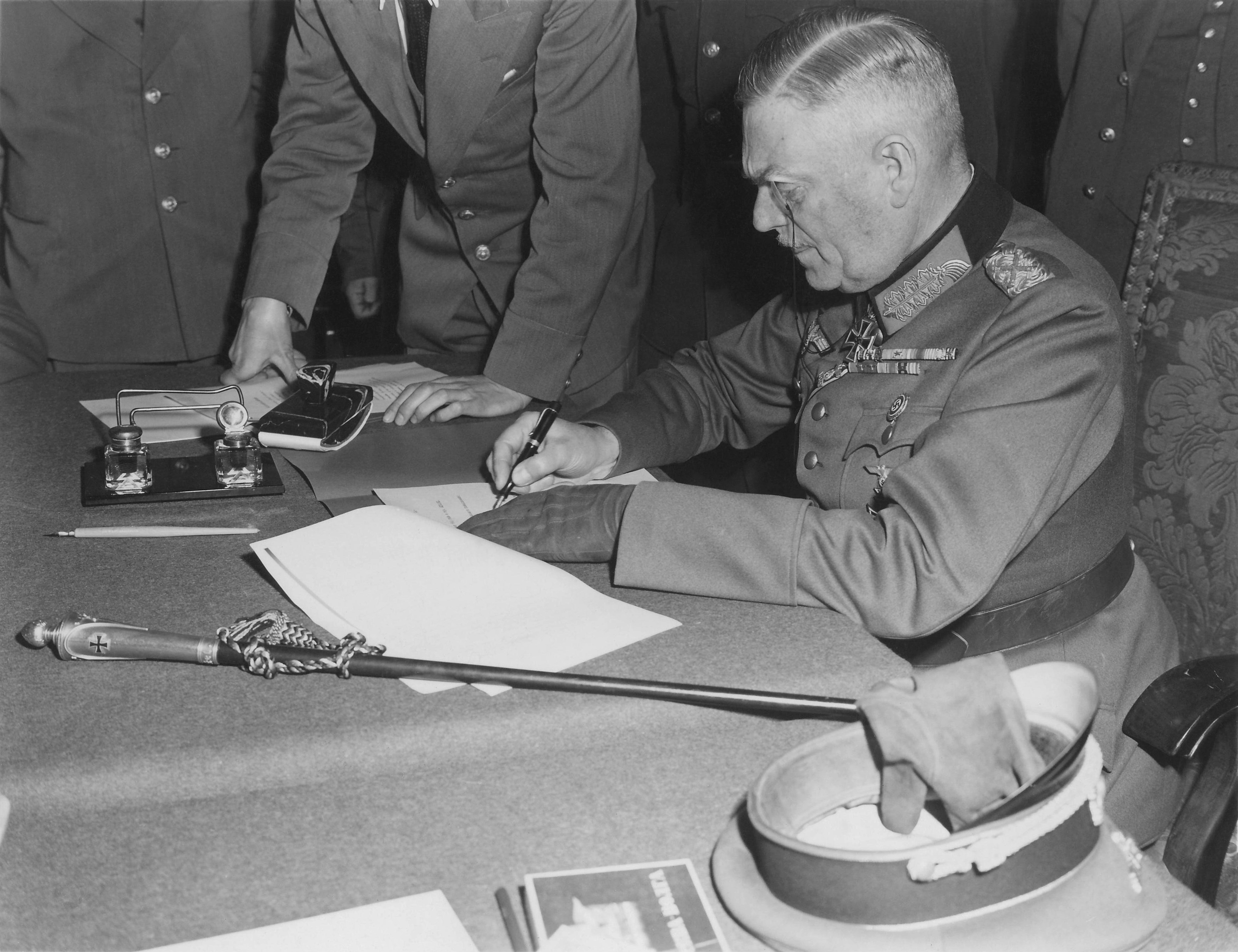
Feldmareşalul Wilhelm Keitel semnând capitularea necondiționată a armatei germane la cartierul general al Armatei Roșii din Berlin-Karlshorst

Capitularea necondiționată este o capitulare fără alte condiții decât cele prevăzute de dreptul internațional. În mod normal, un beligerant este dispus să se predea necondiționat doar dacă este complet incapabil să se mai apere în continuare. În cazul în care beligerantul care este pe cale să câștige lupta anunța că adversarului mai slab îi este permis numai să capituleze necondiționat, asupra acestuia din urmă se exercită o enormă presiune psihologică. Acest tip de capitulare forțează un oponent să accepte o situație în care nu poate câștiga nimic prin negociere ori prin manevre diplomatice, sau îl poate determina să lupte până la înfrângerea totală. Cele mai cunoscute cazuri de capitulări necondiționate au fost cele care au pus capăt războiului civil american și celui de-al doilea război mondial.

## Războiul civil american
Prima folosire notabilă a termenului a apărut în timpul bătăliei de la Fort Donelson din 1862 din timpul războiului civil american. Generalul de brigadă Ulysses S. Grant din Armata Uniunii a primit o cerere de capitulare din partea ofițerului comandant al fortului, generalul de brigadă a Armatei Confederației, Simon Bolivar Buckner. Grant i-a răspuns "... în afară de capitularea necondiționată și imediată nu poate fi acceptat alt tip de capitulare... "  Când veste victoriei lui Grand – una dintre primele victorii ale unioniștilor în războiul civil american – a ajuns la Washington, ziariștii au remarcat că primele inițiale ale numelui lui Ulysses Simpson Grant, anume "U.S.," pot fi și inițialele de la "Unconditional Surrender" (capitulare necondiționată). "Unconditional Surrender"  avea să devină supranumele generalului Grand. 

## Al Doilea Război Mondial
Termenul a fost folosit încă o dată în timpul celui de-al Doilea Război Mondial. La Conferința de la Casablanca, președitele american  Franklin Delano Roosevelt a afirmat că obiectivul Aliaților în lupta cu Puterile Axei era învingerea acestora din urmă și obținerea capitulării necondiționate din partea lor.